# Нож в воде
«Нож в воде́» (пол. Nóż w wodzie) — польский дебютный полнометражный фильм режиссёра Романа Поланского, снятый в 1962 году. Первый фильм польского кинематографа, получивший номинацию на «Оскар», показавший женщину обнажённой и использовавший в музыкальном сопровождении джаз.
Премьера состоялась 9 марта 1962 года. По данным польских киноведов, до 1991 года в Польше состоялось 8 956 киносеансов фильма и его посмотрели 1 064 059 зрителей.
В СССР фильм не шёл, в России официально впервые был показан в Санкт-Петербурге в кинотеатре «Родина» 12 мая 2003 года.

## Сюжет
В фильме всего три действующих лица — двое мужчин и женщина. Семейная пара отправляется на собственной яхте на прогулку по Мазурским озёрам. Случайно их путь пересекается с молодым человеком без гроша в кармане, которого супруги берут на яхту в качестве попутчика. Между двумя мужчинами возникает соперничество, и не в последнюю очередь за внимание женщины. Муж старается произвести на паренька впечатление своим гламурным образом жизни, статью и сноровкой. Как саркастически замечает ему жена, он подобрал паренька, чтобы «повыпендриваться» перед ним. Однако юноша не спешит занять подчинённое положение, и жена, кажется, симпатизирует ему. Появление незнакомца вскрывает скрытый разлом в отношениях супругов. Всё чаще в кадре появляется нож, между мужчинами завязывается потасовка, один из них падает за борт…
Фильм завершается открытым финалом. Машина с мужем и женой стоит на распутье. Муж хочет ехать в полицию, чтобы заявить о преступлении. Жена знает, что преступления не было, однако её объяснение слишком больно бьёт по самолюбию мужа, он не хочет ему верить.

## В ролях
- Леон Немчик — Анджей
- Иоланта Умецкая — Кристина (озвучивание Анна Цепелевская)
- Зигмунт Малянович — юноша (озвучивание Роман Полански)

## Производство

### Сценарий
Сценарий фильма Полански задумал написать в качестве дипломной работы для лодзинской киношколы, которую он закончил в 1959 году. По словам Полански, идею фильма ему с Ежи Сколимовским навеял сам мазурский пейзаж. За несколько лет до начала работы над фильмом Полански был в тех местах вместе со своей девушкой Кикой Лелициньской. Изначально Полански хотел сделать криминальную историю о паре, которая берёт молодого попутчика на лодочную прогулку, а в конце попутчик умирает при загадочных обстоятельствах. По его задумке поездка длилась около недели и включала ещё нескольких персонажей. Сколимовский предложил сократить сюжет до одного дня, ограничить количество персонажей и никого не убивать. Полански, Сколимовский и Якуб Гольдберг работали над сценарием летом 1959 года, сидя в квартире Романа на улице Нарутовикра. Первый набросок сценария получился «напряженным», в духе Хичкока. Придумывая диалоги они разыгрывали их между собой, постоянно меняясь ролями. Сюжет, предположительно, был придуман ими под впечатлением от американского фильма «Леди из Шанхая» и французского «На ярком солнце». Студия «Kamera» даже после торга смогла предложить сумму на съёмки фильма «куда меньшую, чем бюджет самого заурядного польского фильма». Съёмочная группа должна была получить всего двадцать четыре тысячи злотых на всех, данная сумма приравнивалась к трех-, четырехмесячной зарплате обычного рабочего в те годы. Однако комиссия Министерства культуры отвергла сценарий  из-за «сомнительной моральной ценности», они заявили, что роль юноши нужно было переписать, так, что бы он был более «общественно активным»; диалоги Кристины и Анджея следует сократить и убрать из них все намёки на сексуальные отношения и страсть; также цензоры настоятельно рекомендовали «приемлемые фасоны» купальных костюмов для всех персонажей. После этого комиссия сообщила Полански, что на внесение всех изменений и повторное представление сценария на рассмотрение комиссии даётся год.
В 1961 году Иржи Боссак, глава «Kamera», решил, что политическая обстановка в Польше вполне позволяет снять подобный фильм и предложил Полански снова представить Минкульту сценарий на рассмотрение. Полански немного переработал сценарий, чтобы придать сюжету больше социальности (для чего придумал одну из финальных сцен с диалогом между Кристиной и юношей, где она объясняет последнему, что они с Анджеем знают, каково это — быть бедным студентом, вроде него), после чего проекту был дан зелёный свет.
Роль Анджея сразу предложили известному театральному актёру Леону Немчику. А роль юноши изначально хотел сыграть сам Сколимовский, но Боссак воспротивился его кандидатуре. Тогда Полански сам захотел исполнить эту роль, но Боссак и его друзья посчитали, что для него это будет смотреться слишком тщеславно. Сам же Полански позже вспоминал, что от этой роли его «просто отговорили». А по словам Боссака, Полански в течение многих недель пытался «продвигать» свою кандидатуру и в итоге пришёл в кабинет директора абсолютно голым и задал вопрос: «Я что, недостаточно хорош?». Утверждённый на эту роль в конечном итоге выпускник актёрского факультета Зигмунт Малянович попал на пробы по протекции режиссёра Богдана Порембы, но все его диалоги были переозвучены Полански. В реальности он был брюнетом, поэтому ему для съёмок перекрасили волосы в светлый цвет пергидролем, из-за чего впоследствии у него выпала некоторая часть волос.
В роли Кристины Полански видел только актрису Эву Кшижевскую, но та отказалась сниматься у дебютанта. Иоланту Умецкую, которая была студенткой консерватории, Полански встретил в варшавском бассейне и в конечном итоге пришёл к выводу, что это именно та девушка, которая выглядит в повседневных обстоятельствах неприметно, но, когда она в бикини, от неё нельзя отвести глаз. Умецкая никогда до этого не снималась в кино и «заставить её изобразить какие-то эмоции было чрезвычайно трудно» признавался позже Полански в интервью для «The Independent».
Джазовую мелодию к фильму написал Кшиштоф Комеда, игравший на тот момент в подпольном джазовом оркестре, а исполнил саксофонист Бернт Розенгрен. Полански оказалось достаточным показать Комеде фильм, чтобы тот проиллюстрировал некоторые моменты.

### Съёмки
После десяти недель подготовки в Варшаве, в первой декаде июня — прошло два года с момента начала работы над сценарием, — Полански сообщил продюсерам, что готов приступить к съёмкам. Съёмки проходили с лета по осень 1961 года на одном из мазурских озёр Кисайно в районе Гижицко и длились девять недель. Съёмочная группа жила в плавучем доме. Фильм снимался на камеру «Arriflex», одну из которых оператор Ежи Липман случайно утопил в озере: он выронил её, когда, забравшись на мачту, снимал сверху вниз кадры, в которых троица загорает на палубе. Камеру так и не достали.
Поскольку большая часть действия происходила на палубе маленькой яхты, на которой и трём главным героям было тяжело разминуться, то для съёмок был изготовлен плот, сопровождавший яхту во многих сценах, когда камера не могла находиться на самой яхте. На самой же яхте съёмочной группе приходилось зачастую подстраховывать себя ремнями и специально приделанными к яхте подпорками, чтобы снимать актёров на должном расстоянии. Помимо этого яхту постоянно должна была сопровождать на равном расстоянии лодка с генератором, который питал оборудование. Погода аналогично добавляла трудностей к съёмкам в виде облачности или уходящего солнца.
Сама яхта, по слухам, прежде принадлежала самому Герману Герингу. Во время Второй мировой войны она была затоплена на Мазурских озёрах (Геринг часто проводил летний отдых в расположенном неподалёку Штынорте), но потом поднята с дна и восстановлена. Её настоящее имя — «Рекин», что означает «акула». Сегодня она принадлежит турагентству «Алматур» и выставлена как экспонат, как яхта она уже не используется.
Ни один из исполнителей главных ролей, кроме Леона Немчика, не имел профессионального актёрского опыта. Зигмунт Малянович хоть и учился в тот период в киношколе, его актёрский опыт до этого ограничивался лишь краткой эпизодической ролью в фильме «Место на земле», и поэтому Полански приходилось создавать для него атмосферные ситуации, которые он мог бы использовать, чтобы добиться убедительной игры (если Полански просто пытался растолковать ему поведение в кадре, то Малянович начинал путаться). Сложнее всего было работать с Иолантой Умецкой. Для начала обнаружилось, что она не умеет хорошо плавать. Друг Полански Войтек Фриковский, который был профессиональным пловцом и находился на съёмочной площадке в качестве спасателя, попытался её научить по ускоренной программе, но в итоге в большинстве сцен, где Кристина в воде, её изображала на общих планах дублёрша. Затем Умецкая отличилась тем, что постоянно забывала то свои реплики, то свои позы перед камерой. Из-за этого она испытывала сильный стресс и стала набирать в весе и, как с юмором вспоминал Полански, ему приходилось устраивать её отношения с членами съёмочной группы в надежде, что «немного секса отвлечет её от еды», но последние энтузиазма как-то не проявили. Умецкую зачастую приходилось прямо провоцировать на нужные эмоции. Так в сцене, когда юноша забирается на яхту, после того как Кристина остаётся одна, Умецкая никак не могла достоверно отреагировать на его внезапное появление. Поэтому один из ассистентов режиссёра, Анджей Костенко, в тайне от актрисы выстрелил в нужный момент холостым патроном прямо над её ухом и этот дубль и вошел в фильм.
В период съёмок съёмочную площадку посетил журналист из польского журнала «Экран», который раскритиковал экстравагантную жизнь съёмочной группы и расточительную, по его мнению, обстановку. Из-за этого Полански пришлось переделать вступительную сцену фильма, где Кристина и Анджей едут на машине. Изначально это должен был быть «Mercedes», но в итоге машину поменяли на «Peugeot». Когда идут вступительные титры, то лица Кристины и Анджея не видны, но когда они завершаются, то их лица осветляются — для этого перед лобовым стеклом держали одеяло, в котором было проделано отверстие для камеры, и в нужный момент убирали его. Поскольку специальные ездовые платформы для подобных съёмок в тот момент оказались недоступны, то съёмочной группе пришлось расположиться прямо на капоте машины. Иоланта Умецкая, которая по сюжету вела машину, в итоге ехала вслепую и ориентировалась по верхушкам деревьев по бокам дороги (при этом она должна была ехать с большой скоростью).
Во время монтажа обнаружилось, что звук, записанный на площадке, непригоден для использования, поэтому все реплики троицы пришлось заново переозвучивать, но только Немчик переозвучил сам себя. Умецкую переозвучила профессиональная актриса Анна Цепелевская, а Маляновича — сам Полански: Малянович в реальности говорил сильным басом, что не вязалось с образом его персонажа.
В дальнейшем Полански охарактеризовал съёмочный процесс фильма как «дьявольски трудно реализуемый».

## Содержание
Психологический этюд «Нож в воде» снят в предельно лаконичных декорациях. В распоряжении режиссёра — три актёра, кажущееся огромным озеро, лодка и нож. Герои, как в зеркале, отражаются друг в друге, образуя своего рода эдиповский треугольник. Режиссёр рассматривает психологические грани ситуации, в которой персонажи оказываются отрезанными от окружающего мира:

Люди ведут себя более искренне, когда они изолированы. Представьте, что этот дом внезапно развалится на части и мы застрянем здесь месяца на два-три. Наша истинная природа вскроется, когда мы начнём биться за право позавтракать вон теми цветочками.— Из интервью Р. Поланского
Скученность героев на крошечной яхте порождает чувство клаустрофобии, которая противопоставлена приволью озёрного простора. В их отношениях искусно поддерживается напряжение, женщина переходит на сторону чужака, зыбкая игра чувствами каждую минуту грозит выплеснуться насилием. В фильме выпукло выступают излюбленные Поланским темы — абсурдность ситуации, в которой оказывается главный герой, его униженность, заложенная в каждом человеке агрессия.
По словам Михаила Трофименкова, «дебютант Поланский проявил беспрецедентное, почти хичкоковское умение нагнетать тревожное ожидание, но, убрав криминальную составляющую, снял свою первую, виртуозную, извращенную и вневременную притчу о таящемся в человеке звере».

## Критика
На предварительном показе фильма Министерство культуры выразило много претензий: их не устраивала «частота появления в кадре голого тела», «намеренно двусмысленный финал». В угоду премьеру Гомулке большинство польских критиков устроили фильму разнос. Критики называли фильм «несерьёзным», писали что в фильме ничего не трогает зрителя, а режиссёру нечего сказать о современной жизни и сложно представить себя на месте одного из героев фильма.
Когда состоялась премьера фильма в Америке, отзывы критиков разделились. Журнал Life писал «На экране не происходит ничего, да если бы и происходило, мало что изменилось бы». Однако The Republic, а за ним и многие другие признали появление в кинематографе «смелого нового таланта».
Кристофер Сэндфорд пишет, что «по всем признакам это — великолепно выстроенный триллер, безупречный с точки зрения стиля.»

## Резонанс
Фильм, запечатлевший наметившееся в социалистическом обществе расслоение, вызвал нарекания Гомулки (по словам Поланского, во время предпремьерного показа тот запустил в экран пепельницей) и был запрещён к показу польскими цензорами, но получил большой резонанс за рубежом, вместе с феллиниевским шедевром «Восемь с половиной» выдвигался на «Оскар», кадр из него украсил обложку американского журнала TIME. В конце 1962 года британское издание Sight & Sound написало, что открытый финал с вопросительным знаком не уступает образности таких больших мастеров, как Бергман и Антониони. 

### Награды
- 1962 — «Золотой волк» кинофестиваля в Бухаресте
- 1962 — Премия ФИПРЕССИ (Роман Полански) на Венецианском кинофестивале

### Номинации
- 1964 — Премия «Оскар» за лучший фильм на иностранном языке (Польша)
- 1964 — Премия «BAFTA» за лучший фильм (Польша)